# Alien Soldier
Alien Soldier (エイリアンソルジャー Eirian Sorujā?) un videojuego de shoot 'em up, desarrollado por Treasure Co. Ltd y publicado por Sega en 1995, para una consola de juegos de Mega Drive en Japón y Europa. El juego fue relanzado dos veces: en 2006, en Japón para PlayStation 2 en la serie Sega Ages, junto con Gunstar Heroes y Dynamite Headdy, y en 2007 para consolas virtuales alrededor del mundo.
Desde 2010, el juego ha estado disponible como parte de la colección SEGA Mega Drive y Genesis Classics para plataformas Linux, macOS, Windows y desde 2018 para PlayStation 4, Xbox One y Nintendo Switch.

## Trama
La trama del juego se desarrolla en 2015. El poderoso grupo terrorista Scarlet, formado por criaturas genéticamente modificadas, impidió que los habitantes de la Tierra fueran al espacio exterior. Durante una operación secreta, las fuerzas especiales de los terrícolas lograron neutralizar a Epsilon-Eagle, el exlíder de Scarlet, y ponerlo bajo custodia en un laboratorio de genes donde se estudiaron niños con habilidades sobrenaturales. Otro miembro del grupo, Xi-Tiger, aprovechó la confusión y tomó el poder. Bajo su liderazgo, el grupo se volvió aún más cruel tanto con los terrícolas como con sus propios miembros.
Al distanciarse de sus subordinados, Xi-Tiger concibió un ataque al Epsilon-Eagle, que en ese momento estaba en el laboratorio de los terrícolas en forma de parásito en el cuerpo de un niño. Sorprendido por la falta de malicia en la mente del excompañero de armas, Xi-Tiger tomó un rehén y exigió que Epsilon abandonara el cuerpo del niño. Furioso de rabia, el niño se convirtió en un águila antropomórfica, en cuyas mentes el deseo de justicia derrotó a una fuerza alienígena. Sintiendo lo inusual en las acciones de Epsilon, Xi-Tiger mató al rehén y huyó. El héroe fue tras él. Aquí es donde comienza el juego.

## Jugabilidad
La jugabilidad de Alien Soldier es única en términos de la relación entre el número de jefes y el espacio total jugable. En total, el juego tiene 31 batallas contra jefes en 25 niveles cortos. La mayoría de estos niveles no tienen enemigos más que jefes.
Se inspira en otros videojuegos previamente producidos por Treasure para Sega Mega Drive, como Gunstar Heroes (1993), pero sin embargo pone cierto énfasis en las peleas de jefes. Comparado con él también carece de la capacidad la opción de dos jugadores.
Los niveles son bastante cortos, poblados por enemigos débiles, mientras que las batallas contra jefes son muy desafiantes. Además, tiene dos dificultades: superfácil y superdifícil. No proporciona sistemas de guardado o contraseña, ni posibilidades ilimitadas para continuar el juego.
Epsilon-Eagle puede correr, saltar, deslizarse por el aire y usar seis tipos diferentes de armas, de las cuales solo cuatro pueden equiparse, antes de que comience el juego. Es posible cambiar entre dos modos de disparo diferentes, así como detener los disparos para dirigirlos al remitente. También es posible teletransportarse a corta distancia para esquivar ataques.

## Desarrollo y distribución
Después del lanzamiento de Gunstar Heroes, Treasure comenzó a desarrollar algunos juegos nuevos, incluido Alien Soldier. El desarrollo de este último tomó dos años y fue dirigido por Hideyuki Suganami, quien inicialmente tenía la ambición de construir él mismo todo el videojuego. Sin embargo, con la entrada en el mercado de las primeras videoconsolas de quinta generación, Treasure decidió poner un personal mucho más amplio para ayudar a Suganami, con el fin de lanzar Alien Soldier al mercado lo antes posible.
Cuando se lanzó al mercado, Alien Soldier se caracterizó por un marketing que tendía a enfatizar la dificultad y el grado de desafío del juego.